# Хардвик, Элизабет
Об английской аристократке см. Бесс из Хардвика.
Элизабет Брюс Хардвик (англ. Elizabeth Bruce Hardwick; 27 июля 1916 г., Лексингтон, штат Кентукки — 2 декабря 2007 г., Манхэттен) — американский литератор, критик, эссеистка, автор трёх романов.
Член Американской академии искусств и наук (1996).
Родилась в протестантской семье, восьмая из одиннадцати детей.
Окончила Кентуккийский университет (бакалавр искусств, 1938) и в следующем году там же получила степень магистра по английскому языку.
После окончания университета уехала в Нью-Йорк для занятий в Колумбийском университете над докторской диссертацией по английской литературе XVII века. Не завершив свой докторат она оставила университет в 1941 году.
В своём полуавтобиографическом романе «Бессонные ночи» Хардвик характеризовала те свои годы как «любовь и алкоголь и одежду на полу».
Тогда Хардвик обратилась к литературной деятельности. Из-под её пера выходят короткие новеллы, а в 1945 году, после получения контракта на книгу, был опубликован её первый роман «Призрачный любовник», который она написала будучи у себя дома на малой родине.
Лауреат стипендии Гуггенхайма (1947).
С 1960 года окончательно осела в Нью-Йорке, где до конца жизни проживала в квартире на Западной 67-й улице.
Вращалась в кругах лево-либеральной интеллигенции, водила дружбу с геями.
После смерти её назовут «бывшей в течение полувека видной фигурой в литературной и культурной жизни Нью-Йорка».
Хардвик не являлась феминисткой.
В 1963 году соосновательница журнала «The New York Review of Books», редакционным советником которого стала с его учреждением. Там она опубликовала более ста работ, последняя её публикация там относится к 2003 году.
Член Американской академии искусств и словесности (1976).
До 1985 года преподавала в Барнард-колледже.
В молодые годы она некоторое время состояла в коммунистической партии.
В 1949—72 годах была замужем за Робертом Лоуэллом, дочь Харриет (1957 г. р.). Познакомились они на вечеринке в 1946 году. Несмотря на то, что они были разведены (он затем женился и развёлся с другой), Лоуэлл вернулся к ней незадолго до своей смерти. Их брак был весьма непростым с самого начала, однако и впоследствии Хардвик высказывалась, что их отношения с Лоуэллом «это было самое лучшее, что когда-либо случалось со мной», отмечая оказанное им на неё большое влияние.
Лауреат награды Дж. Дж. Нейтана за театральную критику, стала первой удостоенной её женщиной.
Была отмечена наградой Фонда Рокфеллера, золотой медалью Американской академии искусств и словесности.
В 1973 году удостоилась почётной степени Смит-колледжа.
Её современница Синтия Озик называла её самым значительным литературным эссеистом Америки, а Исайя Берлин говорил о ней как о самой умной женщине, которую знал.
Своим основным литературным жанром называла эссе, четыре сборника которых вышло у неё.
Её первый роман — «Призрачный любовник» (1945).
Второй роман — «Простая истина» (англ. The Simple Truth, 1955).
Её третьим романом стали «Бессонные ночи» (1979), вероятно её наиболее известная книга, полуавтобиографическая, охарактеризованная «Британникой»: «Произведение о преходящей, пронизительной природе человеческих схождений».
В 2000 году опубликовала краткую биографию почитаемого ею Германа Мелвилла, которая стала её последней книгой.
Также была редактором книг.
Сборники эссе
- «A View of My Own: Essays in Literature and Society» (1962)
- «Seduction and Betrayal: Women and Literature» (1974)
- «Bartleby in Manhattan and Other Essays» (1983)
- «Sight Readings: American Fiction» (1998)